# Charlie Cooke
Charles 'Charlie' Cooke (sinh 14 tháng 10 năm 1942 tại St Monans, Fife, Scotland) là một cựu cầu thủ bóng đá người Scotland. Ông thi đấu ở vị trí chạy cánh, cho Aberdeen, Dundee, Chelsea và Crystal Palace trước khi kết thúc sự nghiệp tại Hoa Kỳ.

## Số liệu thống kê
| Mùa giải     | Câu lạc bộ   | Hạng            | League | League | FA Cup | FA Cup | League Cup | League Cup | châu Âu | châu Âu | Tổng | Tổng |
| Mùa giải     | Câu lạc bộ   | Hạng            | Trận   | Bàn    | Trận   | Bàn    | Trận       | Bàn        | Trận    | Bàn     | Trận | Bàn  |
| ------------ | ------------ | --------------- | ------ | ------ | ------ | ------ | ---------- | ---------- | ------- | ------- | ---- | ---- |
| 1965–66      | Chelsea      | First Division  | 0      | 0      | 0      | 0      | 0          | 0          | 2       | 0       | 2    | 0    |
| 1966–67      | Chelsea      | First Division  | 33     | 3      | 7      | 0      | 3          | 0          | 0       | 0       | 43   | 3    |
| 1967–68      | Chelsea      | First Division  | 41     | 3      | 5      | 1      | 1          | 1          | 0       | 0       | 47   | 5    |
| 1968–69      | Chelsea      | First Division  | 26     | 0      | 5      | 1      | 2          | 0          | 3       | 1       | 36   | 2    |
| 1969–70      | Chelsea      | First Division  | 35     | 4      | 6      | 0      | 3          | 1          | 0       | 0       | 44   | 5    |
| 1970–71      | Chelsea      | First Division  | 31     | 1      | 3      | 0      | 3          | 0          | 8       | 0       | 45   | 1    |
| 1971–72      | Chelsea      | First Division  | 38     | 2      | 3      | 1      | 7          | 1          | 4       | 0       | 52   | 4    |
| 1972–73      | Chelsea      | First Division  | 8      | 2      | 0      | 0      | 0          | 0          | 0       | 0       | 8    | 2    |
| 1973–74      | Chelsea      | First Division  | 17     | 1      | 0      | 0      | 0          | 0          | 0       | 0       | 17   | 1    |
| 1974–75      | Chelsea      | First Division  | 39     | 5      | 1      | 0      | 4          | 1          | 0       | 0       | 44   | 6    |
| 1975–76      | Chelsea      | Second Division | 17     | 1      | 3      | 0      | 0          | 0          | 0       | 0       | 20   | 1    |
| 1976–77      | Chelsea      | Second Division | 8      | 0      | 0      | 0      | 0          | 0          | 0       | 0       | 8    | 0    |
| 1977–78      | Chelsea      | First Division  | 6      | 0      | 1      | 0      | 0          | 0          | 0       | 0       | 7    | 0    |
| Tổng Chelsea | Tổng Chelsea | Tổng Chelsea    | 299    | 22     | 34     | 3      | 23         | 4          | 17      | 1       | 373  | 30   |

## Danh hiệu
Chelsea
- FA Cup (1:) 1969–70
- European Cup Winners' Cup (1): 1970–71